# Kriska Gábor
Kriska Gábor (1967. szeptember 10. –) labdarúgó, középpályás.

## Pályafutása
Váci nevelés. 1988 nyarán Dunakesziről igazolta le az Újpest. 1990-ben visszakerült Dunakeszire. 1991 nyarán leigazolta a Vác. 1991. augusztus 24-én a Vác labdarúgójaként mutatkozott be az élvonalban a Ferencváros ellen, ahol 1–1-es döntetlen született. 1991 és 1999 között 139 élvonalbeli mérkőzésen szerepelt és hét gólt szerzett. Tagja volt az 1993–94-es bajnoki aranyérmes váci csapatnak. 1999 őszétől az osztrák FC Felixdorf játékosa lett. 2002 tavaszán a Nagykanizsa csapatát erősítette. Pályafutásának vége felé játszott Dorogon is, az NB II-es csapatban.

## Sikerei, díjai
- Magyar bajnokság
  - bajnok: 1993–94
  - 2.: 1991–92, 1992–93
- Magyar kupa
  - döntős: 1992, 1995